# Tommaso Arezzo
Tommaso Arezzo (ur. 16 grudnia 1756 w Orbetello, zm. 3 lutego 1833 w Rzymie) – włoski kardynał.

## Życiorys
Urodził się 16 grudnia 1756 roku w Orbetello, jako syn Orazia Arezzy i Marii Fitzgerald Browne. Studiował na Papieskiej Akademii Kościelnej, a następnie na La Sapienzy, gdzie uzyskał doktorat utroque iure. Po studiach wstąpił do zakonu joannitów i został referendarzem Najwyższego Trybunału Sygnatury Apostolskiej, protonotariuszem apostolskim i wicelegatem w Bolonii. 14 marca 1779 roku przyjął święcenia diakonatu, a pięć dni później – prezbiteratu. 29 marca 1802 roku został wybrany tytularnym arcybiskupem Silifke, a sześć dni potem przyjął sakrę. W tym samym roku został wysłany do Imperium Rosyjskiego, by negocjować zbliżenie z Cerkwią prawosławną. Sześć lat później, przez kilka miesięcy pełnił funkcję progubernatora Rzymu, lecz został zdjęty z urzędu przez Francuzów i zesłany do Florencji, a następnie do Novary, Bastii i na Korsykę, skąd uciekł na Sardynię. 8 marca 1816 roku został kreowany kardynałem prezbiterem i otrzymał kościół tytularny San Pietro in Vincoli. 29 maja 1820 roku został podniesiony do rangi kardynała biskupa i otrzymał diecezję suburbikarną Sabina. W 1830 roku został mianowany wicekanclerzem Kościoła Rzymskiego i pełnił ten urząd do śmierci, która nastąpiła 3 lutego 1833 roku w Rzymie.